# Vasilina Chandoška
Vasilina Vasil'eŭna Chandoška (in bielorusso Васіліна Васільеўна Хандошка?; Minsk, 16 agosto 2001) è una nuotatrice artistica bielorussa.

## Palmarès
- Mondiali

Doha 2024: bronzo nel solo libero
Singapore 2025: argento nel solo tecnico, bronzo nel solo libero
- Europei

Budapest 2020: bronzo nel solo tecnico

### Coppa del Mondo
- 7 podi:
  - 1 vittoria (1 nella gara individuale)
  - 2 secondi posti (2 nella gara individuale)
  - 4 terzi posti (4 nella gara individuale)

#### Coppa del mondo - vittorie
| Data           | Luogo | Paese | Disciplina  |
| -------------- | ----- | ----- | ----------- |
| 15 giugno 2025 | Xi'an | Cina  | Team libero |